# Кара-Богаз Гол
Кара-Богаз Гол је плитка поплављена депресија на северозападу Туркменистана. Формира лагуну Каспијског мора са површином од 18.000 километара квадратних. 